# Hailu Yimenu
Hailu Yimenu (amharisch ሃይሉ ይመኑ; † 26. Mai 1991) war ein äthiopischer Politiker und von November 1989 bis Mai 1991 Premierminister seines Landes.
Nach dem Sturz des damaligen äthiopischen Staatsoberhaupts Mengistu Haile Mariam (der von vielen als Diktator betrachtet wird) im Mai 1991 floh er in die italienische Botschaft in Addis Abeba. Mit ihm zusammen flohen der General und kurzzeitige Präsident Tesfaye Gebre Kidan, der Außenminister Birhanu Bayeh sowie der General Adis Tedla. Während diese sich jahrelang (bis 2004 bzw. 2020) in der Botschaft aufhielten, beging Hailu bereits nach kurzer Zeit Suizid.
Nachdem sein ehemaliger Mitflüchtling Tesfaye Gebre Kidan 2004 von Birhanu Bayeh ermordet worden war, kamen auch Gerüchte um Hailus Selbstmord auf. Die Zweifel an der offiziellen Todesursache wurden durch unvollständige Aufzeichnungen der italienischen Botschaft verstärkt. Die Regierung Äthiopiens forderte von Italien daraufhin sämtliche Unterlagen zu den Vorfällen an.
Nachfolger Hailus als Premierminister war Tesfaye Dinka.
| Personendaten    | Personendaten                                      |
| ---------------- | -------------------------------------------------- |
| NAME             | Hailu Yimenu                                       |
| KURZBESCHREIBUNG | äthiopischer Politiker, Premierminister Äthiopiens |
| GEBURTSDATUM     | 20. Jahrhundert                                    |
| STERBEDATUM      | 26. Mai 1991                                       |
| STERBEORT        | Addis Abeba, Äthiopien                             |